# Clic rétroflexe
Un clic rétroflexe est une famille[Quoi ?] de clics phonétiques utilisés par les !Kungs en Namibie, et dans le langage rituel damin (en) en Australie.
Il ne doit pas être confondu avec le clic post-alvéolaire, parfois qualifié de rétroflexe.
Il n'en existe pas de transcription en API, mais ils sont généralement notés [‼] ou [𝼊]., Clement Martyn Doke a aussi utilisé un psi [ψ] ().